# Попов, Павел Семёнович
Павел Семёнович Попов (1757—1815) — русский генерал, командир Астраханского казачьего полка.

## Биография
Родился в 1757 году; происходил «из Волжских дворян», в службу вступил 1 мая 1771 года в Бугское казачье войско, в 1787 году произведён был в прапорщики и в 1788 году назначен полковым квартирмейстером там же.
Попов принимал, с отличием, участие в походах и сражениях Турецких кампаний 1768—1774 годов и 1787—1792 годов, причём под Очаковом был ранен саблей в лицо, а при штурме крепости получил рану в бок; под Бендерами он с небольшим отрядом неоднократно был посылаем «для схватывания турецкого языка, которого доставлял в самое нужное время». В 1790 году Попов находился при штурме Измаила, был ранен картечью в ногу и за храбрость получил золотой знак отличия.
10 марта 1790 года перешёл в Астраханское казачье войско с чином капитана и в декабре того же года произведён был в майоры; 24 января и 29 апреля 1799 года Попов получил рескрипты императора Павла, которыми ему предписывалось содержать под своим начальством кордонную стражу от Астрахани по Каспийскому морю до устьев Урала. Затем, служа в том же войске, Попов получил чины подполковника (25 апреля 1799 года) и полковника (29 апреля 1800 года), 11 февраля 1801 года был назначен командиром Астраханского казачьего полка, и 11 марта того же года был произведён в генерал-майоры за усмирение и выведение из-за Урала и приведение в подданство России 7000 кибиток киргиз-кайсаков, предводительствуемых ханом Букеем, а вскоре был пожалован кавалером ордена св. Иоанна Иерусалимского.
В 1806 году был отставлен от должности за служебные злоупотребления.
Скончался 12 мая 1815 года.